# Wilma Schalk-Niedermayer
Wilhelmine (Wilma) Schalk-Niedermayer, auch Vilma Schalk (* 3. Juni 1906 in Lichtenwald, Untersteiermark; † 1998 in Graz), war eine österreichische Keramikerin, Bildhauerin und Malerin.

## Leben
Wilma Schalk studierte von 1921 bis 1925 in der Fachschulklasse Keramik der Bundeslehranstalt für das Baufach und Kunstgewerbe in Graz unter Hans Adametz. 1926 sammelte sie ein Jahr lang praktische Erfahrung bei Richard Adolf Zutt an den Ostdeutschen Werkstätten in Neisse. Später leitete Schalk die dortige Keramische Abteilung. Sie absolvierte eine Prüfung als Hafner-Meisterin.
Ab 1930 lebte Schalk in Graz. 1934 bezog sie ein Atelier im Kepler-Haus in der Stempfergasse 6. Sie war Mitglied im Künstlerbund Graz (1947 Schriftführerin), der Vereinigung Bildender Künstler Steiermarks und des Steiermärkischen Werkbundes. Sie engagierte sich zudem als Vorsitzende der Prüfungskommission für die Lehrabschluss- und Meisterprüfungen im Keramiker- und Töpfergewerbe der Kammer der gewerblichen Wirtschaft Steiermark.
Schalk nahm von Beginn ihrer künstlerischen Laufbahn an regelmäßig an Ausstellungen teil. Keramikarbeiten von ihr wurden unter anderem 1930 auf der österreichischen Kunstgewerbeausstellung in Stockholm ausgestellt, wo sie zu den ausgewählten Künstlern gehörte, deren Werke dem schwedischen Kronprinzen als Ehrengeschenk übergeben wurden. 1934 beschickte sie die von der Bundesregierung veranstaltete Ausstellung Österreich in London, wo ihre Werke in der Abteilung des Steiermärkischen Werkbundes gezeigt wurden. 1973 präsentierte das Österreichische Museum für Angewandte Kunst ihre Keramiken in einer Einzelausstellung.
Schalk wurde mit der goldenen Staatsmedaille (1935) sowie Medaillen der Städte Graz (1930 Silbermedaille, 1979 Ehrenmedaille) und Salzburg (1936) ausgezeichnet. Außerdem erhielt sie das Goldene Ehrenzeichen des Landes Steiermark.
Wilma Schalk war mit Egon Niedermayer verheiratet, der als ordentlicher Professor an der Fakultät für Maschinenwesen der Technischen Hochschule Graz lehrte.

## Werk

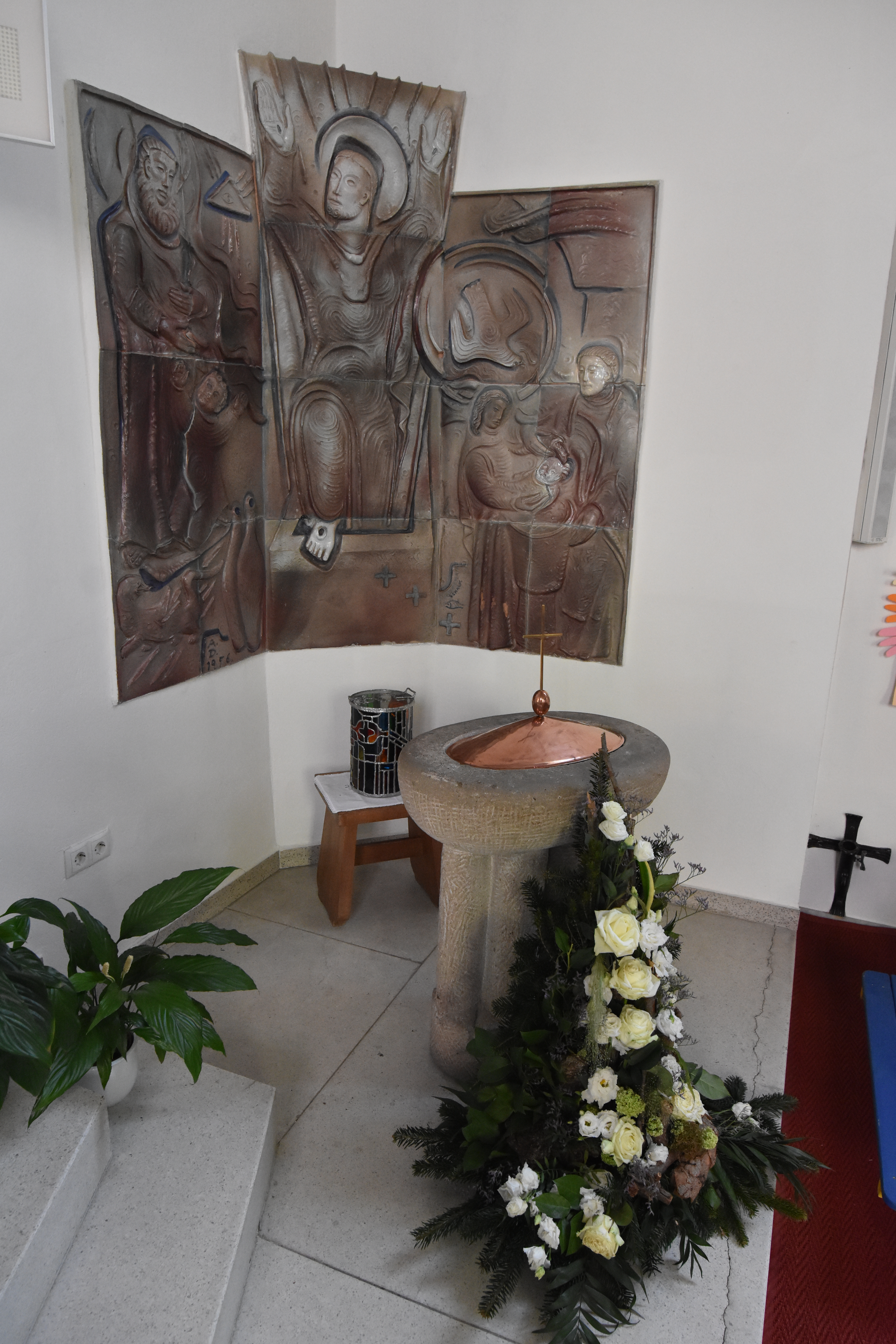
Keramikrelief Taufe in der Pfarrkirche Frauental an der Laßnitz

Schalk schuf hauptsächlich Gefäßkeramik, plastische Keramik und Reliefs. Viele ihrer Werke haben einen religiösen Bezug wie u. a. Altäre, Weihwasserbecken, Kreuzwegstationen, Bildstöcke und figurale Kompositionen (z. B. Krippen, Pietà, Taufe Jesu, Christophorus). Eine Reihe ihrer Keramikreliefs sind an Gebäudewänden im öffentlichen Raum von Graz zu finden.
Charakteristisch für Schalks Stil sind das Anstreben von klaren Kompositionen und Ausdrucksstärke, die Verwendung allgemein bekannter Symbole und eine volkstümliche Formensprache. Häufig rezipiert wird die Qualität ihrer Glasurarbeiten und die damit verbundene, starke farbliche Wirkung. In der Gefäßkeramik experimentierte sie mit Reduktionsglasur.
Zu ihrem Gesamtwerk gehören auch Wandmalereien und Aquarelle.
Kunst im öffentlichen Raum von Graz (Auswahl)

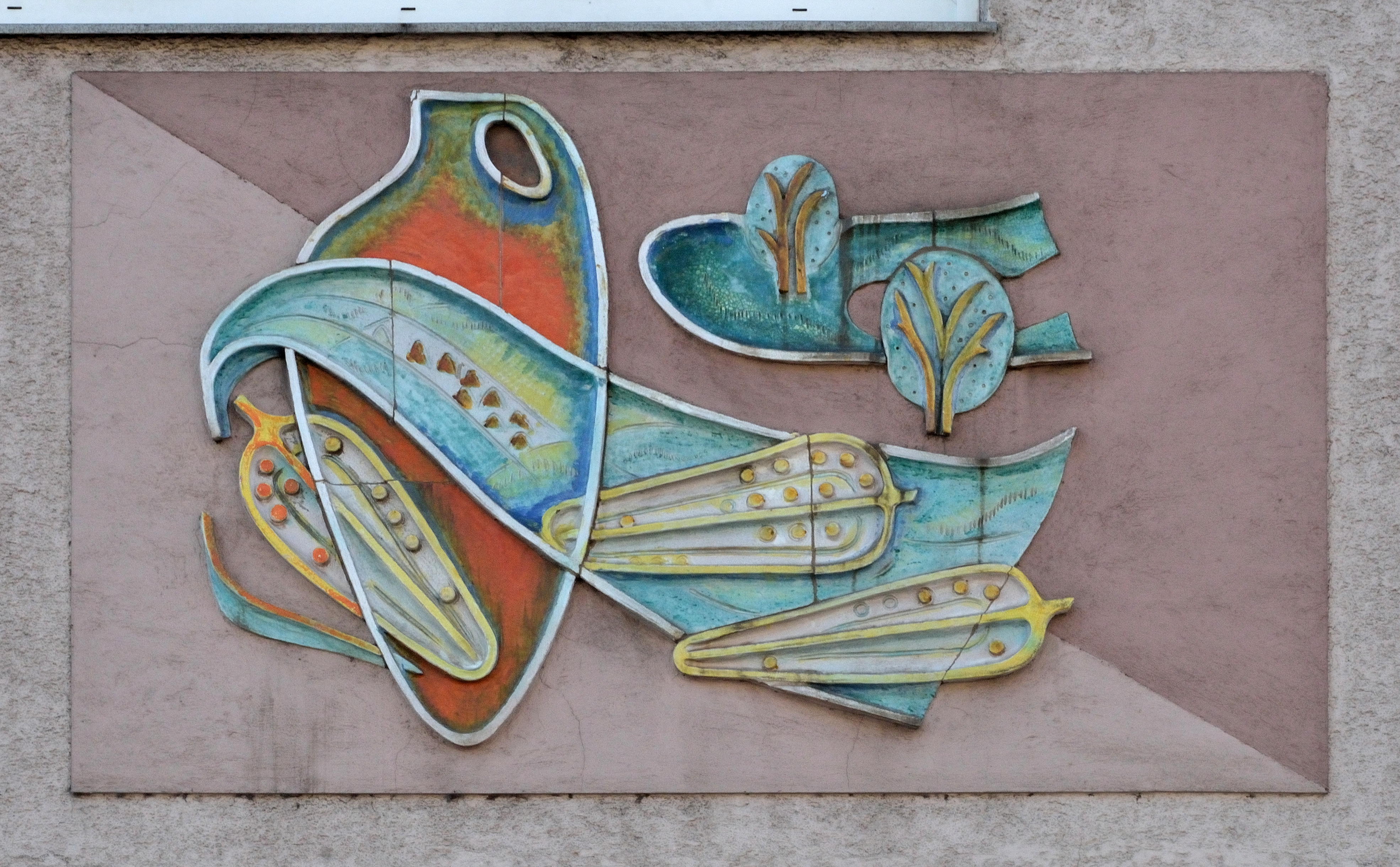
Keramikrelief Früchte des Feldes an einem Wohnhaus in Graz

- Spielende Kinder, 1957, Keramikrelief, Josef-Pock-Straße 28
- Kreuzwegbilder, 1958, Emailarbeit, Kirche der Frauen vom Guten Hirten
- St. Florian, 1960, Keramikrelief, Rechbauerstraße 54
- Früchte des Feldes, 1961, Keramikrelief, Eggenberger Gürtel 36
- Werke des Bürgermeisters Vinzenz Muchitsch, 1962, Keramikrelief, Weißenhofgasse 29
- Bahnhof, 1963, Keramikrelief, Bahnhofgürtel 65
- Und sie fanden eine neue Heimat, 1964, Keramikrelief, Häuser der Heimatvertriebenen, Hilmgasse 9–11
- Idlhof, 1966, Mosaik, Idlhofgasse 36
- Kindergarten, 1966, in Kupfer gefasstes Hauszeichen, Kindergarten Mariengasse 13
- Duo (Der Komponist und Geiger Plüddemann), 1967, Keramikrelief, Plüddemanngasse 50
- Mariahilf-Gnadenbild (nach Pietro de Pomis), 1969, Silikatmalerei, Raubergasse 5
- Zwergenviertel, 1969, Keramikrelief, Zwerggasse 22
- Janus, 1969, Janus-Apotheke, Keramikrelief, Wiener Straße 215
- Samariterinnen, 1969, Drogerie, Keramikrelief, Wiener Straße 217

Sonstige Werke (Auswahl)
- Blumenübertopf mit Durchbruchsarbeit Anna selbdritt, Aufnahme in die Privatgalerie der königlichen Familie in Stockholm
- Maria Verkündigung, Freiplastik, 1930 ausgezeichnet mit Medaille der Stadt Graz
- Mater amabilis (Madonna mit dem Kinde), glasierte keramische Plastik, Silberkronen von Goldschmiedin Barbara Einspinner, 1934 oder früher[6]
- Begegnung, Plastik, Keramik, 1977 ausgestellt in der Galerie Dida, Graz[12]
- glasierte Keramikplatte, Archiv Landesmuseum Joanneum
- Christkönig und Taufe, Keramikreliefs, 1956, signiert und datiert, Pfarrkirche Frauental an der Laßnitz[10]

## Ausstellungen (Auswahl)
- 1928: Kunstschau anlässlich 800 Jahre Graz[13]
- 1928, 1930, 1933: Jahresausstellung der Genossenschaft bildender Künstler Steiermarks
- 1929, 1932: Jahresausstellung der Vereinigung bildender Künstlerinnen Österreichs
- 1930: Österreichische Kunstgewerbeausstellung in Stockholm
- 1931: Galerie für christliche Kunst, Salzburg
- 1932: Herbstausstellung Wiener Künstlerhaus[14]
- 1933: Die schöne Wand, Wiener Frauenkunst[15]
- 1934: Österreichische Ausstellung „Austria in London“, Dorland Hall, London[6]
- 1936: Jahresausstellung Salzburger Kunstverein
- 1948: Künstlerbund Graz
- 1970: Einzelausstellung im Joanneum Ecksaal, Graz
- 1973: Wilma Niedermayr-Schalk: Keramiken, Österreichisches Museum für Angewandte Kunst
- 1981: Einzelausstellung Galerie Moser, Graz[10]